# Album (collection)
Pour les articles homonymes, voir Album.
Un album est un recueil en forme de cahier, éventuellement relié, servant à conserver des images de collections (photographies, cartes postales, timbres, etc.)

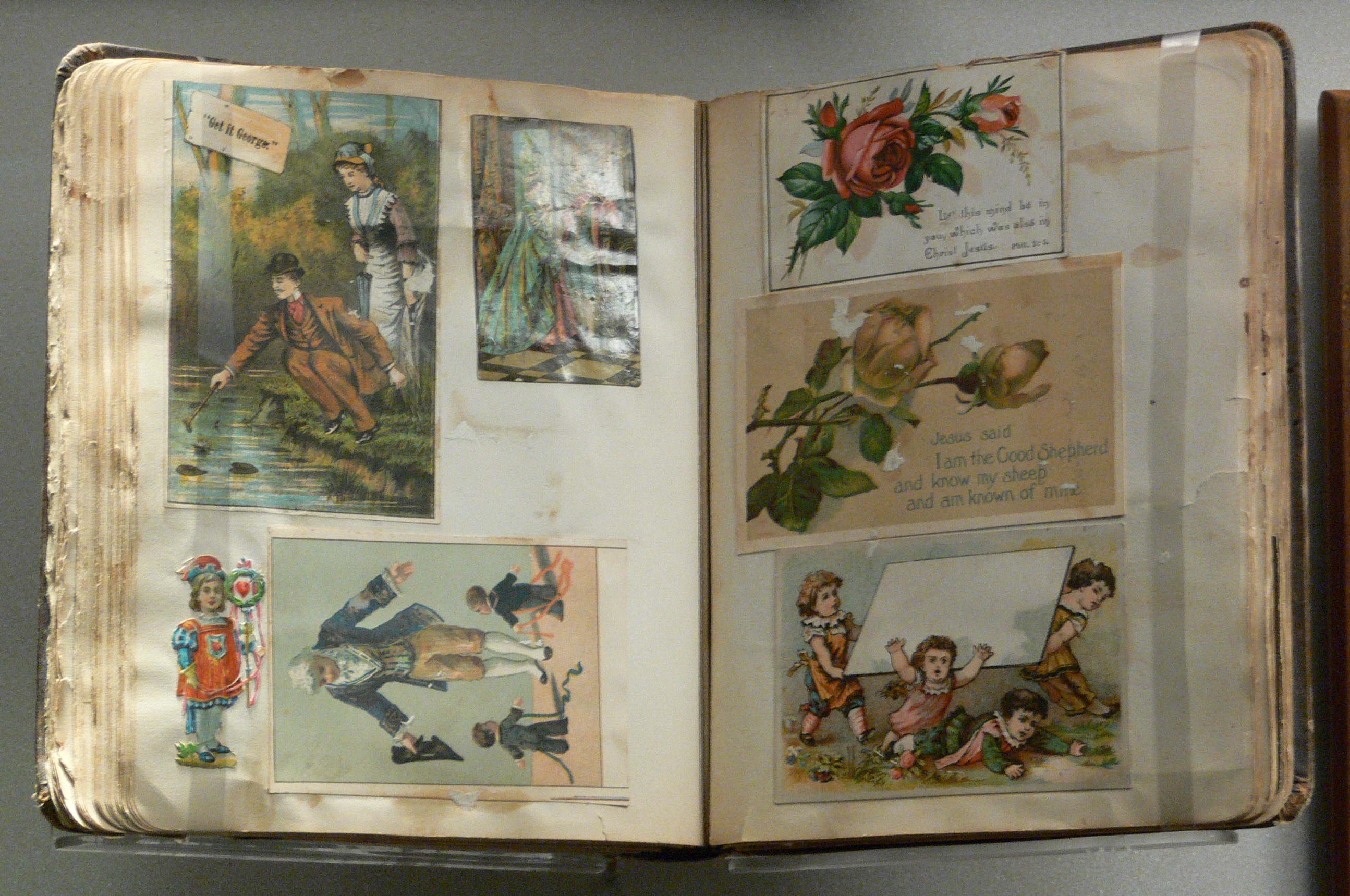
Exemple d'album (Texas, vers 1900).

## Étymologie
Le mot albeo signifie être blanc en latin ; c'est une forme neutre. Par extension, un album désignait un livre blanc où l'on marquait des noms de personnes proches. Il a par la suite pris d'autres sens dérivés.